# Florian Meyer
Florian Meyer (Braunschweig, 21 novembre 1968) è un ex arbitro di calcio tedesco.

## Carriera
In ambito nazionale fa il suo esordio in 2.Bundesliga nel 1997 e successivamente nella massima serie tedesca nel 1999. Riceve la nomina ad internazionale tre anni dopo, il 1º gennaio 2002.
Arbitro di vasta esperienza, ha diretto numerose partite in diverse competizioni. Dopo aver arbitrato diversi turni preliminari di Coppa UEFA e Champions League, ha fatto il suo esordio nella fase a gironi di quest'ultima competizione il 29 settembre 2004 in Rosenborg-Arsenal.
Nel campo delle nazionali maggiori, dirige partite di qualificazione agli Europei del 2004, ai Mondiali del 2006 e del 2010.
L'11 gennaio 2009 viene chiamato a dirigere nel campionato egiziano di calcio il derby molto sentito tra Al-Ahly e Zamalek. Nello stesso anno riceve il premio di miglior arbitro tedesco, relativamente alla stagione sportiva 2008/09.
Appartiene alla categoria Élite (la più alta) degli arbitri UEFA dal gennaio 2008.
Nel marzo del 2012 è selezionato ufficialmente come arbitro di porta in vista di Euro 2012, nella squadra arbitrale diretta dal connazionale Wolfgang Stark.
Il 31 dicembre 2013 viene rimosso dalle liste internazionali per sopraggiunti limiti di età (45 anni).